# Kleurslag
Een kleurslag is het patroon en de kleur van een verenkleed, schubben of haarbedekking bij dieren. Benamingen voor kleurslagen worden tamelijk vrijelijk gekozen en in de naam zal niet altijd de aangeduide kleur of patroon direct herkenbaar terug te vinden zijn. Regelmatig wordt bijvoorbeeld in de naam voor de kleurslag ook verwezen naar een gebied van herkomst (zoals Madagascar bij konijnen) waarbij alleen een kenner dan weet wat dit inhoudt. Een kleurslag kan soms erfelijk zijn, soms niet en er kan, afhankelijk van de diergroep, binnen een kleurslag grote variatie zijn in de kleuraftekening.

## Pluimvee
De term is onder andere erg gangbaar bij het identificeren van (hobby-)vogels en pluimvee. In de benaming van een kleurslag is behalve een aanduiding van de kleur ook vaak een aanduiding van patronen in de tekening van het dier opgenomen. Zo worden bij hoendervogels als de Groninger meeuw onder andere de kleurslagen zilverpel, goudpel en citroenpel onderscheiden, waarbij het pel aangeeft dat het dier getooid is met een peltekening.

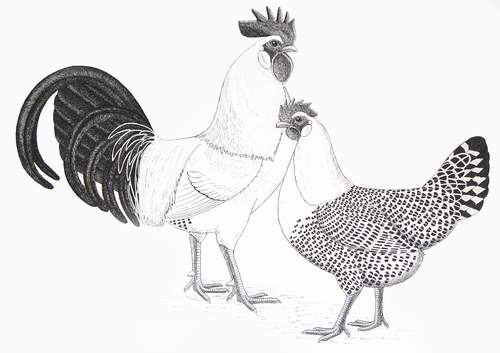
Zilverpel
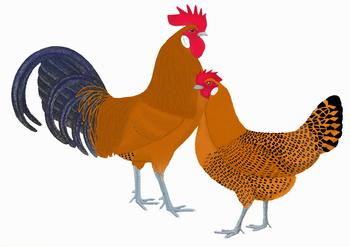
Goudpel
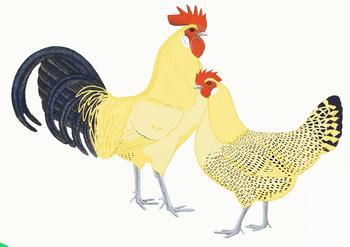
Citroenpel

## Zoogdieren
Ook bij veel zoogdieren wordt onderscheid gemaakt in kleurslagen. Bij honden is er bijvoorbeeld sprake van harlekijn of grijstijger, bij konijnen bijvoorbeeld (met een verwijzing naar een hond) dalmatiner of tan-patroon. Er zijn er ook namen als lichtgeel of blauw.
Bij rundvee zijn vele kleurslagen:
- Witrik (witte rug) een witte onregelmatige witte tekening rond de ruggenwervel
- Brandrode binnen de Roodbonte Maas-Rijn-IJssel-runderen donkerrode koeien.
- Roodbont wit met rood gevlekt.
- Zwartbont wit met zwart gevlekt.
- Roodblaar helemaal rood met een witte kop, met een rode "blaar" om de ogen.
- Zwartblaar idem als roodblaar, maar dan zwart.
- Lakenvelder Zwart van voren en van achter met een witte band ertussen.
- Blauw Een grijsachtige kleur.
- Muis Lichtgrijs.

Ook de vachtkleur bij paarden telt vele variaties.

## Reptielen
Bij slangen worden voor kleurslagen veelal op het Engels gebaseerde namen gebezigd zoals Caramel motley, Candy cane Missing black, maar ook een enkele Nederlandse zoals wildkleur.